# Arctia pentacha
Arctia pentacha là một loài bướm đêm thuộc phân họ Arctiinae, họ Erebidae.